# Men icing

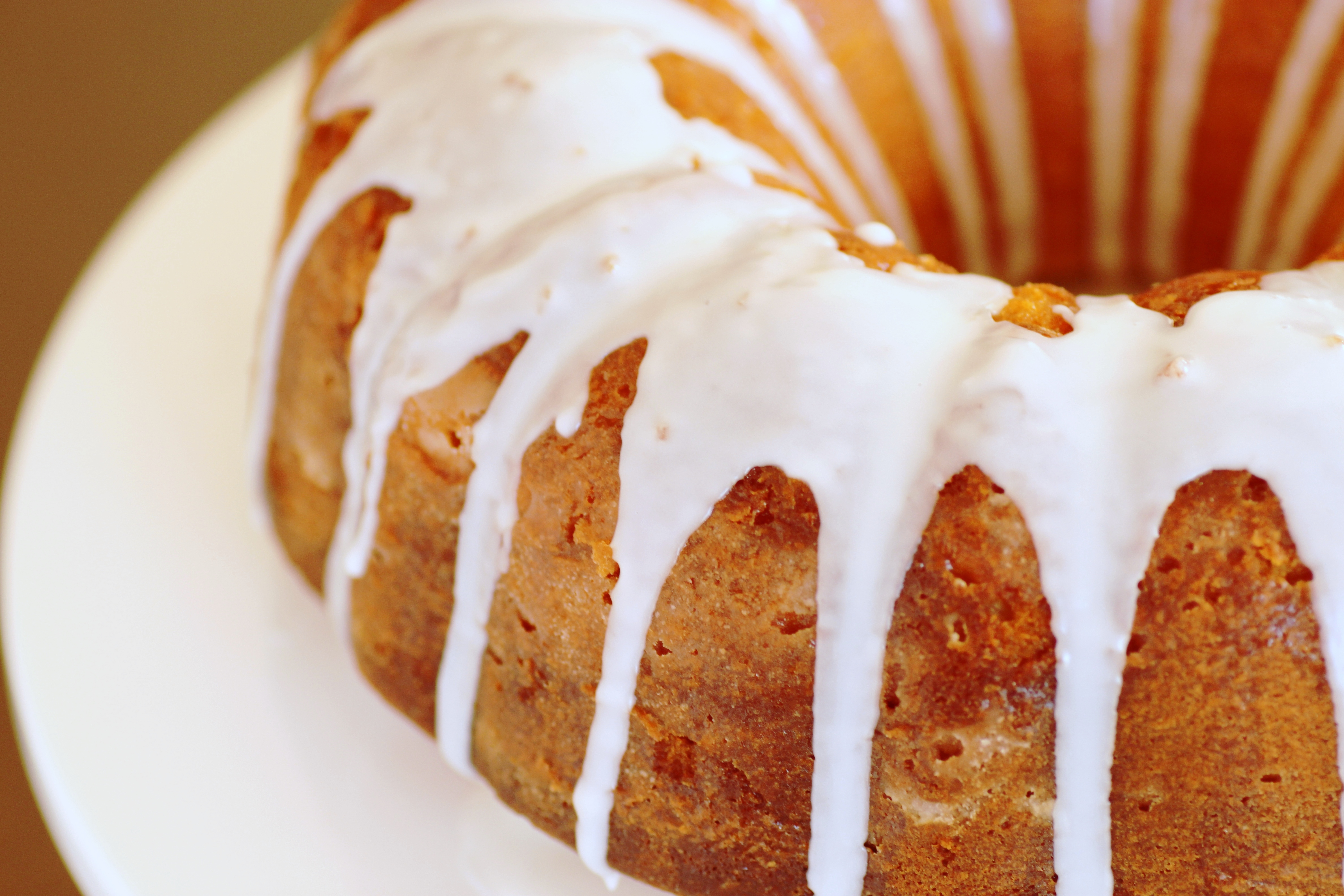
Bánh bundt hương chanh phủ đường icing

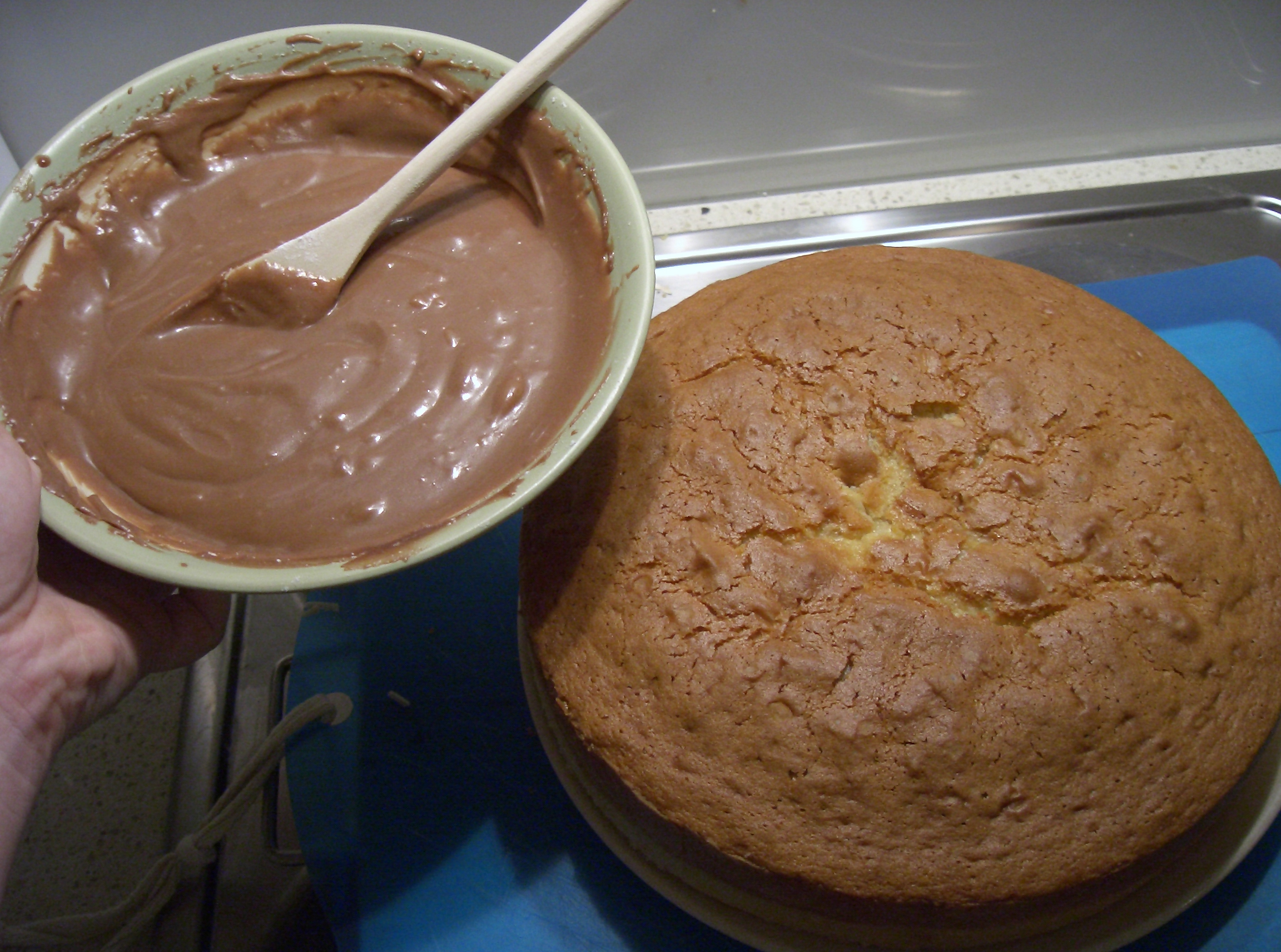
Bánh chuẩn bị được phủ một lớp icing socola

Men icing, đường icing hay kem phủ (tiếng Anh: icing, frosting) là một loại men phủ làm bằng đường và sữa hoặc nước, bổ sung thêm bơ, lòng trắng trứng, pho mát kem và hương liệu. Men có độ mềm mịn, vị ngọt, dùng để bọc hoặc phủ lên bánh ngọt với mục đích trang trí. Nếu được thêm vào giữa các lớp bánh, ví dụ bánh gato, thì nó sẽ được coi là filling, còn gọi là "chất làm đầy" hay "chất độn".
Kem phủ có thể dùng với túi bắt kem để tạo hình tuỳ ý, trang trí trên các loại bánh sinh nhật hoặc bánh cưới. Màu thực phẩm cũng được thêm vào để tăng mỹ quan. Trong nhiều loại bánh, như donut, các hạt sprinkle sẽ được rắc thêm bên trên đường icing.
Đường icing cơ bản được gọi là glacé, chỉ bao gồm đường bột nghiền mịn (còn gọi là icing sugar) và nước. Người ta cũng có thể thay đổi màu sắc hoặc hương vị cho glacé, như dùng nước chanh thay cho nước. Các cách làm icing khác phức tạp hơn có thể kể đến như: trộn đường bột kết hợp mỡ, đun nóng mỡ và đường, dùng lòng trắng trứng, trộn bơ vào meringue, hoặc thêm các phụ gia khác như glycerin.
Ngoài dùng để trang trí, icing cũng làm tăng hương vị và giữ độ ẩm cho bánh.

## Lịch sử
Kỹ thuật phủ bánh với đường bột và các phụ phẩm khác đã xuất hiện từ thế kỷ 17. Thành phẩm đầu tiên được ghi nhận vào năm 1655 với icing làm bằng đường, trứng và nước hoa hồng. Đường icing khi đó được phủ lên bánh và cho vào lò nướng để cứng lại.